# Спомен-костурница у Младеновцу
Спомен-костурница у Младеновцу је подигнута 1929. године на младеновачком гробљу, у којој су скупљени посмртни остаци погинулих српских војника Космајско-Варовничке битке, бораца умрлих од пегавог тифуса, као и заробљених аустроугарских војника који су подлегли тој болести.
Направљена је у виду каменог, степенастог платоа, квадратне основе, костурница је замишљена као део комплекснијег пројекта који је подразумевао и капелу изнад ње, меморијалног и култног карактера. Пројектовање капеле чију изградњу је спречио почетак Другог светског рата, поверена је руском архитекти Василију Михајловичу Андросову, који је урадио два идејна решења за будућу капелу, прво 1932. и друго, незнатно измењено 1940. године.
Према различитим изворима, у костурници је похрањено преко 800 костура, а сам објекат је обновљен и уређен 1975. године. На спомен плочи пише: Овде почивају српски ратници пали 1914-1918.